# Spaceman (Ace Frehley)
Spaceman è l'ottavo album del chitarrista Ace Frehley, pubblicato nell'ottobre 2018. Anticipato dai singoli Bronx Boy e Rockin' With The Boys, l'album era inizialmente programmato per aprile, ma è stato posticipato.
All'album partecipa come ospite l'ex compagno di Frehley nei Kiss Gene Simmons, che suona il basso nella prima traccia. Simmons è anche co-autore del suddetto brano e anche di Your Wish Is My Command, inizialmente pensata per essere incisa proprio dai Kiss.

## Tracce
1. Without You I'm Nothing – 4:06 (Ace Frehley/Gene Simmons)
2. Rockin' With the Boys – 4:15 (Frehley)
3. Your Wish Is My Command – 3:38 (Frehley/Simmons)
4. Bronx Boy – 2:50 (Frehley/Ronnie Mancuso)
5. Pursuit of Rock and Roll – 4:32 (Frehley)
6. I Wanna Go Back[1] – 4:01 (Danny Chauncey/Monty Byrom/Ira Walker)
7. Mission to Mars – 3:39 (Frehley/Ken Kunzman/Joe DiBenedetto/Ken Gullic)
8. Off My Back – 3:38 (Frehley)
9. Quantum Flux – 6:28 (Frehley)

## Formazione
- Ace Frehley - voce, chitarre, basso nelle tracce 2, 4, 5, 7 e 8
- Scott Coogan - batteria nelle tracce 1,3,4 e 7
- Matt Starr - batteria nelle tracce 2, 6 e 9
- Anton Fig - batteria nelle tracce 5 e 8
- Gene Simmons - basso nella traccia 1
- Alex Salzman - basso nelle tracce 3 e 6, cori nelle tracce 2,3 e 4
- Ronnie Mancuso - chitarra nelle tracce 4 e 7
- Warren Huart - chitarra nella traccia 9
- Rachael Gordon - cori nelle tracce 2 e 3